# Wild Orchid
Wild Orchid (с англ. — «Дикая орхидея») ― американская поп-группа, состоящая из Стейси Фергюсон, Стефани Ридель и Рене Сандстрем. Группа выпустила два альбома, дебютировав в номинациях на премию Billboard Music Awards. В 2001 году Фергюсон покинула группу. Сандстром и Ридель продолжили выступать дуэтом, выпустив последний альбом Wild Orchid Hypnotic в 2003 году. В 2013 году журнал Us Weekly поместил группу на 18-е место в списке «25 лучших женских групп всех времен».

## История создания
Группа была основана в 1990 году когда бывшие актёры шоу Kids Incorporated Рене Сандстром, Стейси Фергюсон и их подруга Стефани Ридель решили создать женский музыкальный коллектив. Их объединила общая любовь к музыке и поэзии. Первоначально они называли себя New Rhythm Generation, или NRG. Вскоре к группе присоединилась Хизер Холиоак, и они начали искать лейбл для записи. Когда они написали свои песни и записали свой первый сингл под названием «Get Crazy – Work It», девушки также начали придумывать хореографию для выступлений.
В феврале 1991 года NRG дали свое первое выступление в ночном клубе Лос-Анджелеса. Хизер Холиоак вернулась в колледж, и её заменила Мики Дюран. В июле 1991 года NRG выступила перед толпой на выставке BMI showcase. Их бывший менеджер утверждал, что ему принадлежат права на название группы. К 1992 году группа сменила название на Wild Orchid и наняла Марту Марреро, мать выпускницы Kids Incorporated Мартики, в качестве своего нового менеджера.
Wild Orchid объединила усилия с несколькими звукозаписывающими лейблами, включая RCA, EMI и Capitol, в конечном итоге подписав контракт с Sony Publishing и RCA Records в 1994 году. Рон Фэйр стал представителем группы и в конечном итоге сопродюсером их первого альбома. Дюран покинула группу, чтобы работать над телешоу Nickelodeon Roundhouse, оставив Wild Orchid в качестве трио. В 1995 году группа записала тематическую песню для ситкома NBC «Хоуп и Глория».
Первый сингл группы «At Night I Pray» занял 63-е место в чарте Billboard Hot 100 и 49-е место в чартах R&B синглов в ноябре 1996 года. Музыкальное видео режиссёра Маркуса Ниспела, известного своей работой с Джанет Джексон, находилось в интенсивной ротации на MTV, BET и VH1.
В марте 1997 года Wild Orchid выпустили свой одноимённый дебютный альбом. Он разошёлся тиражом почти в миллион экземпляров по всему миру (в том числе 108 000 экземпляров в США по данным SoundScan) и включал синглы «Talk to Me», «At Night I Pray» и «Supernatural». «Talk to Me» получил две номинации на премию Billboard Music Award в категориях Лучший клип и Лучший клип нового исполнителя.
В сентябре 1998 года они выпустили свой второй альбом Oxygen, в который вошёл первый и единственный сингл «Be Mine». По данным Billboard, альбом разошёлся тиражом 22 000 копий в США.
В период с 1999 по 2000 год группа работала над своим третьим альбомом Fire, который включал несколько треков, написанных в соавторстве и спродюсированных Джей Си Шазе из NSYNC. Согласно Billboard, релиз альбома был запланирован на август 2000 года, однако дата выхода в конечном итоге была перенесена на июнь 2001 года. Трек «It's All Your Fault» прозвучал в фильме «Чего хотят женщины», но не был включен в саундтрек к фильму.
Wild Orchid отправились в промотур по США с альбомом Fire в период с мая по июль 2001 года, где они выступали в основном в клубах и на небольших площадках с другими молодёжными поп-группами.
Новая дата выпуска Fire была перенесена на 5 июня 2001 года, а затем, в конечном счете, на 19 июня. Однако, их лейбл звукозаписи RCA в конечном итоге отказался его выпускать. Это событие ознаменовало начало конца Wild Orchid как трио. 19 июля 2001 года группа дала свой последний совместный концерт в Sea World в Сан-Диего. В сентябре 2001 года группа была исключена из RCA, а Фергюсон покинула её.

## Соло
28 мая 2001 года радиостанция KDWB из Миннеаполиса провела концерт, в котором приняли участие как Wild Orchid, так и хип-хоп группа The Black Eyed Peas. Именно во время этого мероприятия Стейси Фергюсон познакомилась с will.i.am , поговорила с ним о продюсировании своего сольного альбома и обменялась с ним номерами телефонов. В 2002 году она присоединилась к The Black Eyed Peas под сценическим псевдонимом Ферги.
Рене Сандстром сейчас в основном сессионная певица для детской музыки. В 2004 году она озвучила принцессу Фиону в специальном фильме Шрек 2 Far Far Away Idol. Её вокал был использован на нескольких альбомах Disney, включая Mousercise (2007), Disney Cuties (2008), саундтрек Camp Rock (2008) и Playhouse Disney Let's Dance (2010). В 2007 году она спела с Рубеном Мартинесом в песне «Just Like We Dreamed It», которая стала темой песни к 15-летию парижского курорта Диснейленд. Песня была выпущена в качестве сингла исключительно во Франции 31 марта 2007 года. Сандстром написала музыку к песне «On Penguin Pond», вошедшей в саундтрек «Сид — маленький ученый»(2009).
Стефани Ридель стала соучредительницей учебного лагеря талантов, в котором она обучает молодых начинающих музыкальных исполнителей. В период с 2004 по 2005 год Ридель была солистом техно-танцевального дуэта 5th Element с DJ Rain, их альбом был выпущен исключительно онлайн на веб-сайте DJ Rain. Ридель замужем за бывшим продюсером Wild Orchid и президентом Geffen Records Роном Фейром. У них четверо общих детей.

## Дискография

### Студийные альбомы
- Wild Orchid (1997)
- Oxygen (1998)
- Fire (2001)
- Hypnotic (2003)

### Сборники
- Talk to Me: Hits, Rarities & Gems (2006)

### Синглы
| Год  | Название                 | Альбом      | Hot 100 | Sales | Top 40 | R&B | Canada |
| ---- | ------------------------ | ----------- | ------- | ----- | ------ | --- | ------ |
| 1996 | "At Night I Pray"        | Wild Orchid | 63      | –     | 29     | 67  | 29     |
| 1997 | "Talk to Me"             | Wild Orchid | 48      | 10    | 31     | 85  | 38     |
| 1997 | "Supernatural"           | Wild Orchid | 70      | –     | –      | –   | –      |
| 1998 | "Be Mine"                | Oxygen      | —       | –     | –      | –   | –      |
| 2001 | "Stuttering (Don't Say)" | Fire        | –       | –     | 33     | –   | –      |

### Клипы
| Год  | Название                                   | Альбом      |
| ---- | ------------------------------------------ | ----------- |
| 1996 | "At Night I Pray"                          | Wild Orchid |
| 1996 | "At Night I Pray (Director Version)"       | Wild Orchid |
| 1996 | "Merry Kris-Mix"                           | -           |
| 1997 | "Talk to Me"                               | Wild Orchid |
| 1997 | "Talk to Me (Junior Vasquez Mix)"          | Wild Orchid |
| 1997 | "Supernatural"                             | Wild Orchid |
| 1997 | "Supernatural (Remix) (featuring K-Borne)" | Wild Orchid |
| 1998 | "Be Mine"                                  | Oxygen      |

## Награды и номинации
| Год  | Результат | Награда               | Категория                    | Работа       |
| ---- | --------- | --------------------- | ---------------------------- | ------------ |
| 1997 | Номинация | Billboard Music Award | Best Clip – Dance            | "Talk to Me" |
| 1997 | Номинация | Billboard Music Award | Best New Artist Clip – Dance | "Talk to Me" |